# Simon Stevin

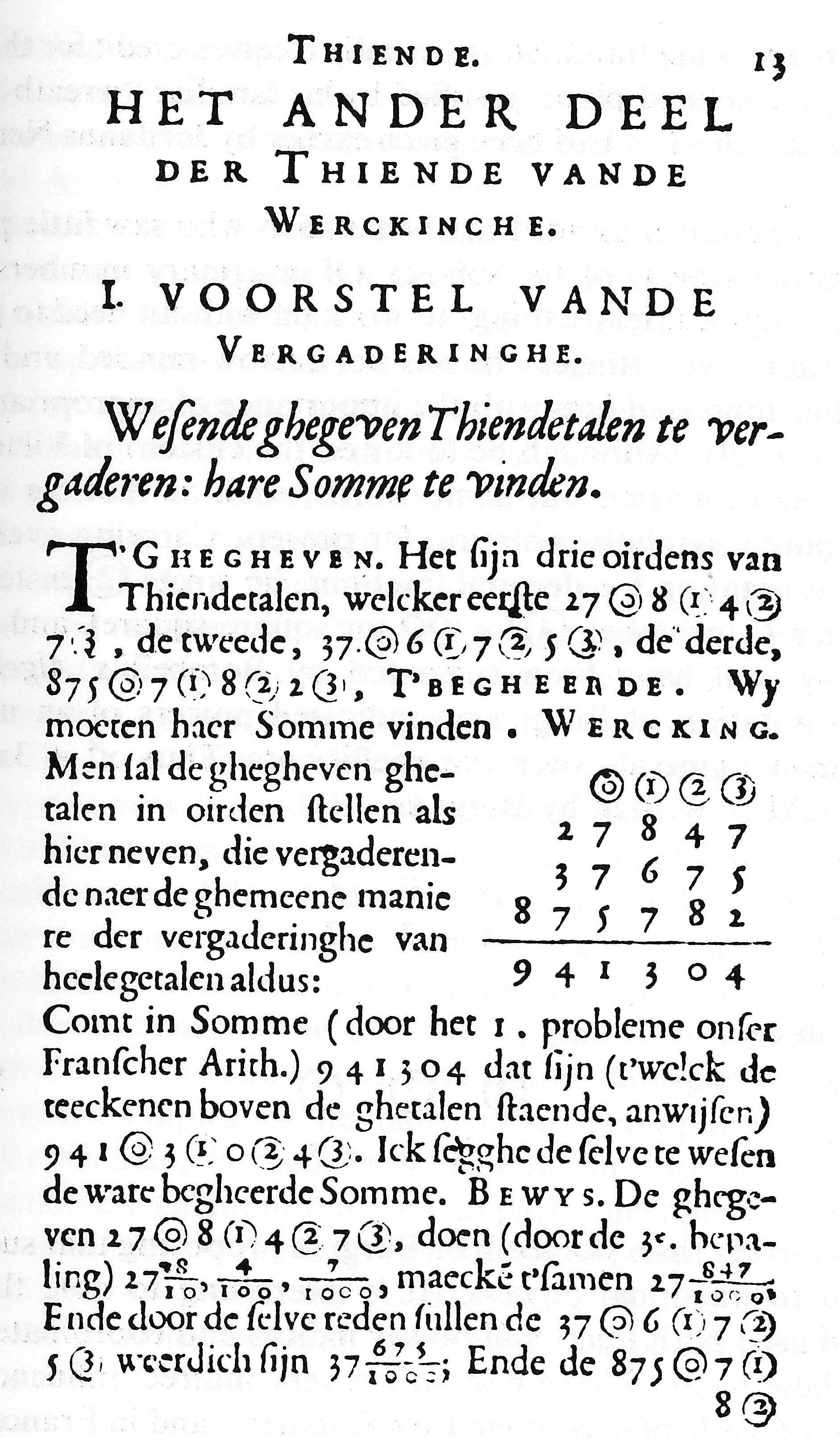
De Thiende: bladzijde 13 met een voorbeeld hoe decimale breuken worden opgeteld.

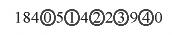
Decimale notatie van 184,54290 met omcirkeld het aantal keer dat door 10 moet worden gedeeld.

Simon Stevin (Brugge, 1548 – Den Haag of Leiden, februari 1620) was een natuurkundige, wiskundige en ingenieur afkomstig uit Vlaanderen. Hij introduceerde het decimale stelsel voor breuken in de westerse wereld en gaf de vestingbouw een wiskundige grondslag. Hij leverde als pionier vele bijdragen aan theorie en praktijk in wiskunde en natuurkunde en toegepaste wetenschappen als waterbouwkunde en landmeetkunde. De Nederlandse taal kreeg dankzij Stevin, die de woorden bedacht of populariseerde, eigen wetenschappelijke termen, zoals "wiskunde", "natuurkunde", "scheikunde", "sterrenkunde" en "meetkunde". Ook "evenredigheid", "middellijn" en "noemer" danken we aan hem.

## Levensloop
Over de persoonlijkheid en levensloop van Stevin is weinig bekend. Zijn biografische gegevens zijn vergelijkbaar met die van Pieter Bruegel de Oude: men kent beiden vrijwel uitsluitend door hun werk. De schaarse gegevens die bekend zijn over de levensloop van Stevin, werden door verschillende historici, die elkaar vaak tegenspreken, verzameld. De historicus die het grondigst onderzoek verrichtte naar het leven van Stevin, is E.J. Dijksterhuis. Bij twijfel wordt zijn werk geraadpleegd.

### Afkomst
Stevin werd geboren in 1548 in Brugge, als onwettig kind van Antheunis (Anton) Stevin en Cathelyne (of Cathelijne) van der Poort. Dat jaartal 1548 is te vinden op een schilderij, een portret van Simon Stevin (zie afbeelding), dat het eigendom is van de bibliotheek van de Universiteit van Leiden, en dankzij het werk van Schouteet weten we van het bestaan van documenten in het stadsarchief van Brugge.
Op het schilderij staan de volgende vermeldingen: links boven "NATUS BRUGIS Anno 1548" (Geboren te Brugge in 1548); rechtsboven "DENATUS HAGÆ COMITIS Anno 1620" (Overleden te 's Graven Hage in 1620); en onderaan "SIMON STEVIN. MATHEMATICUS INSIGNIS CONSILIAR. CELSISSI. MAURITII PRINCIPIS ARAUSIONENSIUM" (Vermaard wiskundige. Raadgever van de doorluchtigste Maurits prins van Oranje). Hij noemde zich later Simon Stevin Brugghelinck of Brugensis.
Zijn moeder was een welgestelde vrouw, die familiegoederen erfde uit een Ieperse nalatenschap. Ze was de dochter van Hubrecht, die in 1512 of 1513 poorter werd van Brugge. Ze had nog twee kinderen, Hubrecht en Emerentiana, van een zekere Noël de Caron (overleden in 1560), die afwisselend burgemeester en schepen (wethouder) was van het Vrije van Brugge, een onafhankelijk gebied rondom de stad. Later trouwde ze met ene Joost Sayon, die in 1556 lid was van de Schuttersgilde Sint-Sebastiaan te Brugge.
Simons vader was afkomstig uit Veurne en was lid van de kolveniers- of schuttersgilde van Sint-Barbara in Brugge. Documenten tonen dat ene meester Stevin belast werd met de uitvoering van belangrijke bouwwerken aan de nieuwe gebouwen van de Vierschaar in 1560. Hij was de jongste zoon van de burgemeester van Veurne. Men weet niet of hij poorter was van Brugge, wel werden veel andere Stevins vermeld in de Brugse poortersboeken.

### Eerste 30 jaar
Over Simons jeugd is vrijwel niets bekend. Een van de eerste bewaard gebleven documenten over hem is zogenaamd een "mondigverklaring", ook wel ontvoogding genoemd, gedateerd op 30 oktober 1577. Na zijn mondigverklaring had Stevin geen voogden meer nodig om zijn zaken waar te nemen. Deze acte vermeldt dat Stevin "ghecommen was ter oude van acht en twintich jaeren ofte daerontrent", en dat hij twee voogden had, ene Joachim de Fournier en Joost Sayon (de echtgenoot van zijn moeder). Zijn mondigverklaring was een formaliteit: men moest een voogd hebben om ontvoogd te kunnen worden, en zijn voogden waren aangesteld op 30 oktober 1577. Een ontvoogding (op achtentwintigjarige leeftijd) was niet ongebruikelijk. Voogden werden meestal pas aangesteld wanneer de (minderjarige) bevoogde daadwerkelijk bezittingen had die beheerd moesten worden, Dijksterhuis (p. 40) en Devreese en Vanden Berghe (p. 40) vermoeden dat Stevin tot 1577 geen of onvoldoende eigen bezittingen had en dat hij ten tijde van zijn mondigverklaring een grote som geld, bijvoorbeeld een erfenis, verwachtte.
Uit een vermelding in zijn eigen werk Wisconstighe Ghedaechtenissen blijkt dat hij een tijd werkzaam was als kassier en boekhouder te Antwerpen.

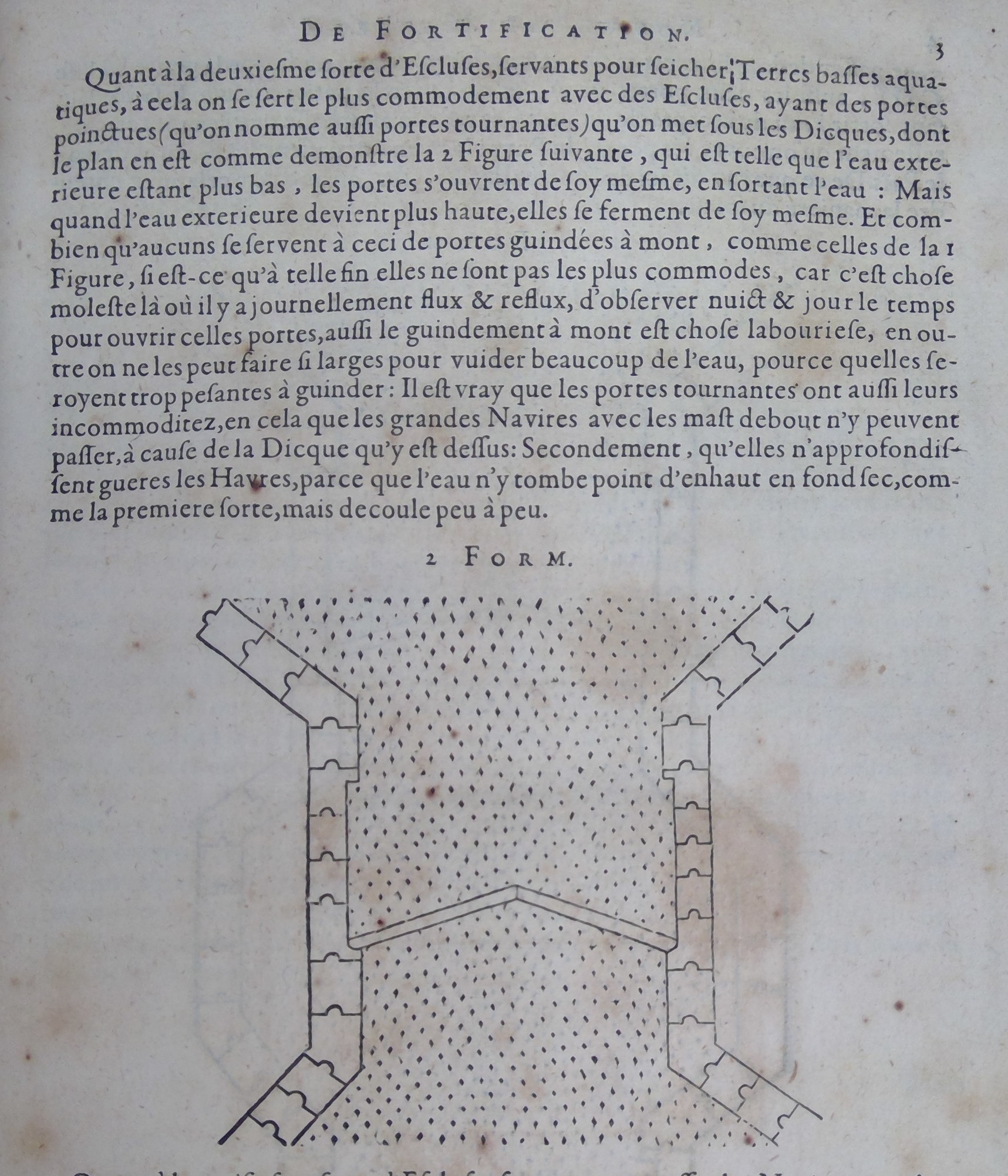
Fragment uit de Stevins Castramentation (1618) over de wiskundige bouw van een fort. Bewaard in Openbare Bibliotheek Brugge.

In 1577 keerde Stevin terug naar Brugge, volgens Van Hercke, en werd er door de schepenen aangesteld om als klerk (1577-1581) te werken op het kantoor van Jan de Brune bij het Brugse Vrije, ook de tekst van de ontvoogding vermeldde dat Stevin deze functie had.
Van Hercke vermeldt verder dat Stevin vanaf 1571 reizen ondernam naar Pruisen, Polen, Zweden en Noorwegen. Het is zeker dat hij deze landen bezocht heeft omdat hij in zijn werken verwijst naar ervaringen die hij daar opdeed. Dijksterhuis twijfelt er alleen aan dat die reizen hebben plaatsgevonden tussen 1571 en 1577, zoals Van Hercke beweert.

### Reden van zijn uitwijking
Stevin verliet Brugge in 1571, schijnbaar zonder een welbepaald doel voor ogen. Tevens vraagt men zich af waarom hij in 1577 weer opduikt. Een mogelijke verklaring is dat de opeenvolging van de politieke gebeurtenissen in Brugge Stevins handelen zou hebben beïnvloed. Brugge was namelijk het theater van intense religieuze twisten. De katholieken en de calvinisten namen het bewind steeds van elkaar over, bevochten elkaar, maar werkten soms ook samen. De krachten werden bijvoorbeeld gebundeld om de wetten van Filips II te ontduiken of om zijn vertegenwoordigers te bevechten.
Stevin was waarschijnlijk protestant. Als katholiek zou Stevin immers nooit een vertrouwenspositie kunnen verwerven bij Prins Maurits (zie verder). Dit verklaart waarom hij in 1571 Brugge verliet. Tot 1573 werden namelijk protestanten verbrand in Brugge op bevel van onder anderen de Hertog van Alva. De opstandelingen bestonden hoofdzakelijk uit protestanten, onder meer omdat Spanje een katholiek land was. Pas in 1576 was er officieel een zekere vorm van vrij geloof toegelaten.
In 1577 brak er een veiliger tijdperk aan voor de protestanten. Er deed zich een calvinistische staatsgreep voor in verschillende delen van Vlaanderen. Tijdens die staatsgreep werden verschillende Spaansgezinde kerkelijke en wereldlijke gezagsdragers gevangengenomen. Op dat ogenblik dook Stevin weer op in Brugge.
Tussen 1578 en 1584 was het bestuur van Brugge in de handen van de calvinisten, die dezelfde methoden als hun tegenstanders toepasten. Ze verboden de plechtigheden en de diensten van de katholieken. Alle blikken in Vlaanderen waren gericht op de Noordelijke Nederlanden: de protestanten vestigden al hun hoop op een overwinning van Willem de Zwijger en zijn zoon Maurits van Nassau op het Spaanse gezag.
In 1581 besloot Stevin zich toe te leggen op universitaire studies. Hij vertrok naar de Universiteit van Leiden, die door Willem van Oranje in 1575 was gesticht. Op 16 februari 1583 schreef hij zich uiteindelijk in als Simon Stevinius Brugensis (= Simon Stevin uit Brugge). Tot 1590 blijft zijn naam voorkomen in de registers van de universiteit. In Leiden publiceerde Stevin in hoog tempo allerlei boeken, voornamelijk over wiskunde en natuurkunde, en kreeg hij diverse octrooien voor een aantal uitvindingen en verbeterde technieken, zoals voor het bemalen van drassige gebieden. Stevin moet dus, voor zijn komst naar Leiden, al een uitstekende vooropleiding hebben gehad; over deze vroegere periode is echter niets bekend.

### Eerste periode in het Noorden
Eenmaal in het noorden begon Stevin met zijn wetenschappelijke publicaties (zie Werk). In 1582 werd zijn eerste werk, de Tafelen van Interest, over handelsrekenen gepubliceerd door Christoffel Plantijn te Antwerpen. De meeste werken van Stevin werden gedrukt door Plantijn die in 1583 ook een drukkerij oprichtte in Leiden.
De eerste jaren van Stevins verblijf in Leiden werden besteed aan wetenschappelijk onderzoek. Het is niet bekend waar hij de nodige basis hiervoor verwierf. Tussendoor was hij ook actief als ingenieur. De poging om theorie en praktijk, spiegheling (vergelijk het moderne woord bespiegeling) en daet, met elkaar te verbinden, loopt als een rode draad door zijn hele werk. Stevin verbeterde onder meer de poldermolen en ontwierp in 1601 de zeilwagen. Om zijn hydraulische uitvindingen in de praktijk om te zetten sloot hij een overeenkomst met Jan Cornets de Groot, vader van Hugo de Groot. Deze De Groot was burgemeester van Delft en een zeer hechte vriend van Stevin. Samen lieten ze op verschillende plaatsen windmolens bouwen en bestaande verbeteren. Tevens deden ze eerder dan Galilei een valproef van de toren van de Nieuwe Kerk van Delft, waarmee ze Aristoteles weerlegden.

### De relatie met prins Maurits van Oranje
Maurits van Nassau (1567-1625), de latere prins van Oranje en de stadhouder van Holland en Zeeland en tevens kapitein-generaal, was bijzonder geïnteresseerd in toegepaste wiskunde en stelde Stevin in 1593 aan als privé-docent. De inhoud van deze lessen vatte Stevin samen in zijn boek Wisconstighe Ghedachtenissen (1605-1608). Tezelfdertijd diende hij als ingenieur bij het Staatse leger. Hij speelde zeker een rol in de verandering aan het front, maar zijn effectieve rol is nergens beschreven.
In 1604 werd Stevin, op aanraden van Maurits, benoemd tot kwartiermeester. Maurits had grote waardering voor Stevin en er ontstond een hechte vriendschap die niet door iedereen werd gewaardeerd. Stevin maakte deel uit van comités die verdediging en navigatie onderzochten. Verder werd hem door Maurits gevraagd een onderwijsprogramma te ontwikkelen dat snel ingenieurs kon opleiden. Stevin bleek hiervoor de geknipte persoon, dankzij zijn combinatie van didactische kwaliteiten en kennis van theorie en praktijk. Aan deze opleiding, de Duytsche Mathematique (Nederlandse wiskunde) in Leiden, kregen leerlingen, in het Nederlands, lessen in reken- en landmeetkunde alsmede vestingbouw. Opvallend is zijn grote aandacht voor de Nederlandse taal. Stevin beweerde namelijk dat het Nederlands beter geschikt is voor kennisoverdracht dan het Grieks, Latijn of een andere moderne taal.
Aan het einde van zijn carrière beviel Stevins rol als kwartiermeester hem niet meer. Hij verzocht de Staten-Generaal tevergeefs om een hogere functie en loonsverhoging.
In dienst van Maurits ontwikkelde Stevin zich tot een militair ingenieur, die "in die tijd vooral zijn brood verdient met het ontwerpen van vestingen en het perfectioneren van de logistiek van het leger te velde (…) Op sleutelpunten, bijvoorbeeld waar twee dijken samenkomen, worden vestingen gelegd. In geval van nood zet men het omringende land onder water. De kunst van het onder water zetten leidt tot een compleet systeem van waterlinies, waarvan de Hollandse de bekendste is".

### Huwelijk en laatste levensjaren

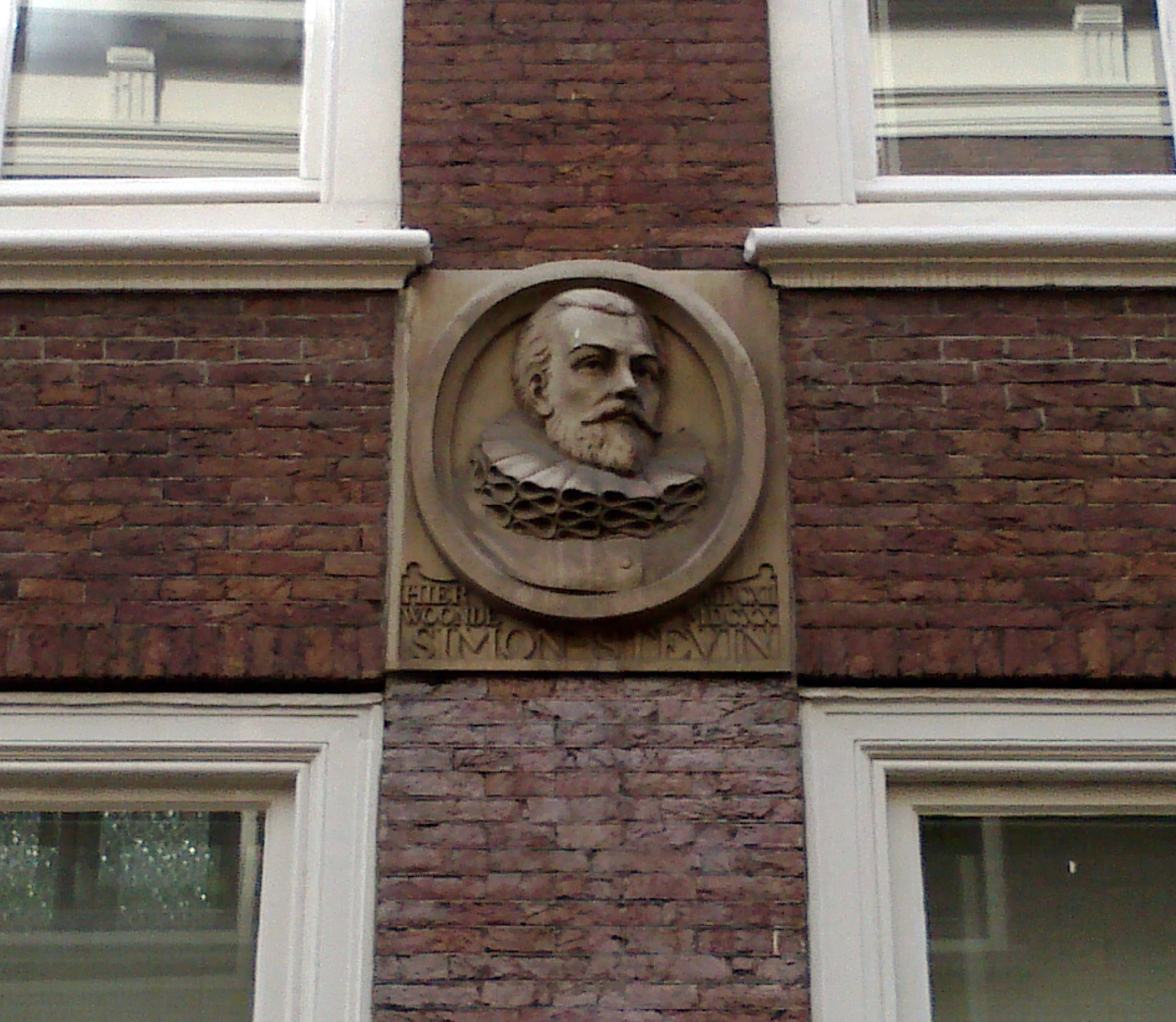
Raamstraat 47, Den Haag: Gevelsteen Simon Stevin, ontworpen door Emil Bourgonjon, geplaatst 1898.

In 1612 kocht Stevin voor 3800 gulden een nieuw gebouwd huis in de Raamstraat 47 in Den Haag. Hij woonde ongetrouwd samen met Catherina Craij en had vier kinderen bij haar: Frederiek (1612), Hendrik (1613), Susanna (1615) en Levina (misschien 1616). Uiteindelijk trouwde hij in 1616, op 68-jarige leeftijd met haar. Op de oorspronkelijke plaats van zijn huis werd een gedenksteen aangebracht. Het huis zelf werd lang geleden afgebroken.
Tussen 20 februari en 18 april 1620 overleed Simon Stevin, waarschijnlijk in Den Haag. Zijn graf werd nooit teruggevonden, in tegenstelling tot wat sommigen beweren. Bij zijn overlijden liet Stevin rijke manuscripten na over onder meer architectuur, vestingbouw, molenbouw, muziek en legerorganisatie.

## Werk

### Natuurkunde

Stevins bewijs met de "Clootcrans" (cloot = kogel) voor het krachtenevenwicht op een hellend vlak. Hij toonde aan dat hier geen zelfbeweger (perpetuum mobile) kan bestaan.

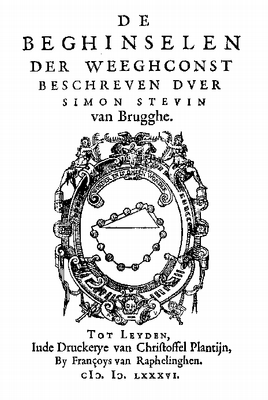
Voorblad van De Beghinselen der Weeghconst, 1586 met clootcrans.

Simon Stevin (1548-1620) was 16 jaar ouder dan Galileo Galilei (1564-1642) en leefde dus generaties voor Blaise Pascal (1623-1662), Christiaan Huygens (1629-1695) en Isaac Newton (1643-1727).
In 1580 was er in wezen nog niets toegevoegd aan het werk van Archimedes op het gebied van de mechanica en de hydrostatica. Stevin brengt hierin verandering. Onder het motto Wonder en is gheen wonder (Wonder is geen wonder) brengt Stevin briljante bijdragen op het gebied van de statica, mechanica en perspectief. Met zijn motto gaf hij aan dat alle verschijnselen logisch verklaarbaar zijn.
Het beeldmerk van Simon Stevin is de 'clootcrans' (zie afbeelding). Dit gaat terug op een van zijn fundamentele bewijzen met betrekking tot kracht op verticale wanden. Hij stelt namelijk dat de even grote bollen even veel druk uitoefenen op de zijde AB als op BC omdat de clootcrans (krans van kogels, cloot = kogel) in evenwicht is. In De Beghinselen der weeghconst staat dit bewijs beschreven.
Uitgaande van het clootcransbewijs ontleedde Stevin in de Beghinselen der Weeghconst talrijke situaties met gewichten op hellende vlakken. Hij analyseert het evenwicht van lichamen met een vast punt, het evenwicht als drie krachten optreden en hij bepaalt zwaartepunten van vlakke en van ruimtelijke figuren. In de Weeghdaet worden dan tal van praktische toepassingen behandeld, zoals werktuigen waarbij wrijvingskrachten, weerstanden, valproeven, enzovoorts aan bod komen.
In De Beghinselen des Waterwichts levert Stevin bijdragen tot de hydrostatica van grensverleggende betekenis. Stevin werkt als eerste met het begrip druk, dus voor Blaise Pascal en bereikt met zijn hydrostatische paradox een hoogtepunt. Hij voegde als eerste iets toe aan het werk van Archimedes op het gebied van hydrostatica.

### De wetenschappelijke methode
Stevin besefte al vroeg - eerder dan Galilei - het belang van de koppeling van theorie en experiment als de juiste wetenschappelijke methode: spiegheling (vergelijk het moderne woord bespiegeling) en daet in zijn woorden. Dit betekende een breuk met de destijds gebruikelijke theoretische methode van Aristoteles.

### Simon Stevin en de Nederlandse taal
Stevin gaf de voorkeur aan uitgaven in het Nederlands, met eigen woorden voor Grieks-Latijnse termen. Zo werd hij een van de grondleggers van het wetenschappelijke en technische Nederlands. Zijn invloed op het Nederlands is nog steeds merkbaar. In Uytspraeck vande Weerdicheyt der Duytsche Tael, een onderdeel van de Weeghconst, benadrukte hij het belang van de taal waarin wetenschap wordt beoefend. Hij beweerde namelijk dat het Nederlands met zijn eenlettergrepige woorden beter geschikt is voor kennisoverdracht. Hij bedacht Nederlandse namen voor wetenschappelijke begrippen (purisme). Enkele voorbeelden zijn evenaar, evenredigheid (equiratio, analogia), evenwijdig (evenwijdich, parallel), een gegeven, kegelsnede, lanckworpigh (nu: langwerpig), loodrecht (perpendiculair), middellijn (diameter), raaklijn (tangens), boogsinus (arcsinus), scheikunde (chemie), stelkunde (algebra), vlak (bij Stevin vlack), wiskunde (wisconst, mathematica). Zo kreeg het Nederlands eigen wetenschappelijke woorden, waar andere Europese talen leenwoorden gebruiken. Overigens wordt het woord vernufteling voor ingenieur aan P.C. Hooft toegeschreven. Het is een wijdverbreid misverstand dat hij ook "wijsbegeerte" heeft bedacht, want dit woord verscheen pas twee eeuwen na zijn overlijden voor het eerst.

### Sterrenkunde
In zijn boek De Hemelloop van 1608 was hij een van de eerste verdedigers van het systeem van Copernicus.

### Techniek

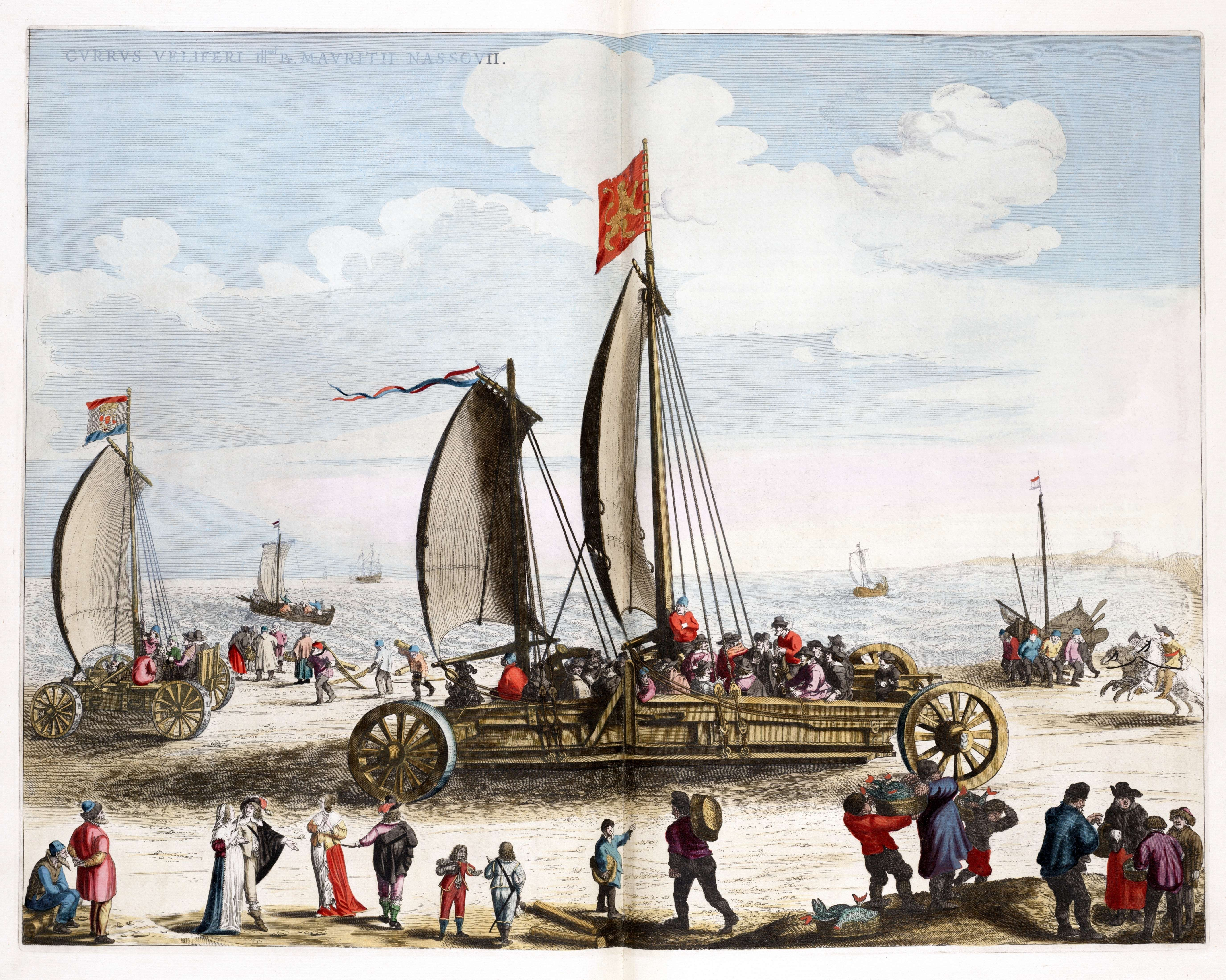
Zeilwagen op het strand van Scheveningen, gebouwd door Simon Stevin.

Als militair adviseur van Maurits van Nassau, de latere prins van Oranje, schrijft Stevin De Stercktenbouwing (1594), waarin hij militaire versterkingen op meetkundige grondslag ontwierp om aangepast te zijn aan de banen van projectielen van de nieuwe vuurwapens in plaats van de oude kruisboog.
Beroemd werd zijn zeilwagen. Stevin ontwierp deze zeilwagen in 1601/1602 voor Maurits. Eerst werd een proefmodel gebouwd en daarna een zeilwagen voor een groot gezelschap. Maurits gebruikte de zeilwagen om zijn gasten te vermaken. De eerste rit werd in februari 1602 gemaakt, waarbij 27 binnenlandse en buitenlandse diplomaten aanwezig waren. In twee uur reed men van Scheveningen naar Petten, met een voor die tijd ongekend hoge gemiddelde snelheid van 40 km/u. De zeilwagen is nog twee eeuwen gebruikt voor het vermaak van gasten, maar aan het begin van de 19e eeuw was de staat dermate slecht geworden dat de wagen en het prototype werden verkocht.
De Staten-Generaal en de Staten van Holland verleenden hem vele octrooien (= patenten) voor uitvindingen. Het eerste octrooi dat de Staten-Generaal aan iemand verleenden, was voor een door Simon Stevin ontwikkeld apparaat om water weg te pompen. Daarna volgden nog meer octrooien waaronder dat voor een nieuw type watermolen. Met Jan Cornets de Groot bouwde Stevin een aantal van deze molens. Een geschil met opdrachtgevers van een molen in IJsselstein leidde tot een slepend conflict.

### Wiskunde
De 16de eeuw betekende een nieuwe bloei voor de wiskunde in de Nederlanden. Naast de meetkunde en astronomie die aan de universiteiten werd bestudeerd, ontstond er een nieuw soort wiskunde: de toegepaste praktische wiskunde. De handel stelde immers erg praktische eisen: bepaling van inhouden, wisselen van geld, positiebepaling op zee enzovoorts. In de tweede helft van de 16de eeuw schakelde men in de Nederlanden over van Romeinse naar Arabische cijfers. Dit komt waarschijnlijk door de internationale handel en de hiermee gepaard gaande geldwissel.
De eerste publicatie van Simon Stevin was Tafelen van interest. Het werk bevatte rentetabellen die tot dan toe behoorden tot het beroepsgeheim van bankiers. Dankzij Stevins publicatie kon nadien iedereen op eenvoudige wijze berekeningen maken met rente.
In 1585 publiceerde Christoffel Plantijn een klein boekje geschreven door Stevin: De Thiende. Het bevatte een revolutionair idee, namelijk het gebruik van decimale breuken. Hierdoor werd het rekenen met breuken sterk vereenvoudigd. Dit idee werd pas tijdens de Franse revolutie doorgevoerd. Voor de decimale breuken werd toen veel gebruikgemaakt van het zestigtallige stelsel, waarvan onze tijdsindeling een overblijfsel is. Stevin was echter niet de eerste die gebruik maakte van decimale breuken. Christoph Rudolff deed het hem al voor in Exempelbüchlein (Augsburg 1530). Hierin ontbreekt echter een systematische behandeling waardoor De Thiende een mijlpaal is.
In Wisconstighe Ghedachtenissen vat Stevin de inhoud van zijn lessen aan prins Maurits samen. De lessen omvatten niet alleen wiskundige onderwerpen, maar ook onderwerpen uit de mechanica, sterrenkunde, muziektheorie, perspectiefleer, boekhouden en navigatiekunde.

### Architectuur en steden- en vestingbouw

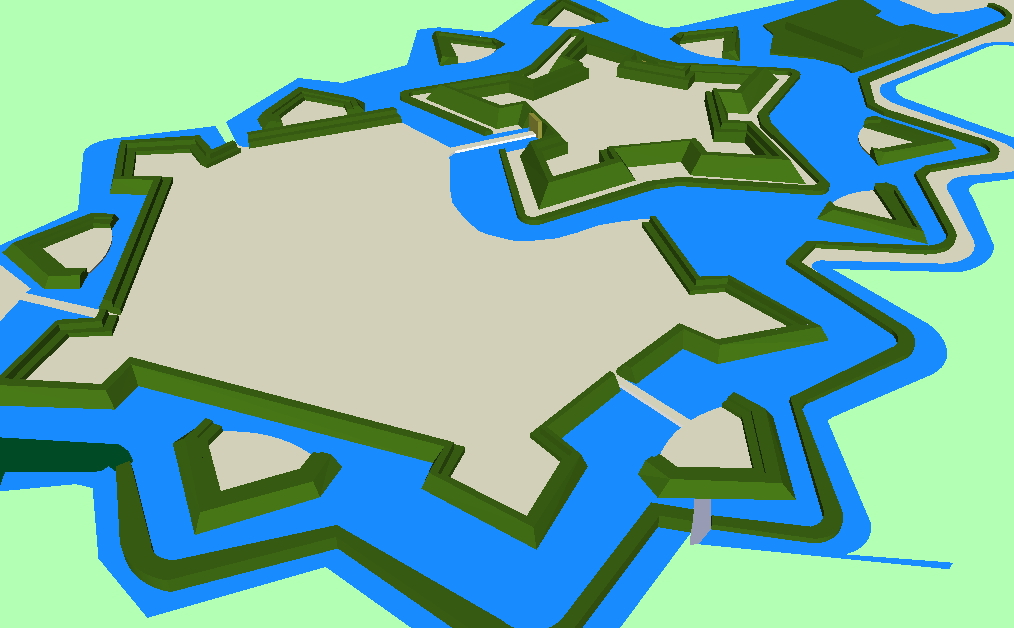
De vestingwerken van Moers ontworpen door Simon Stevin, 1604.

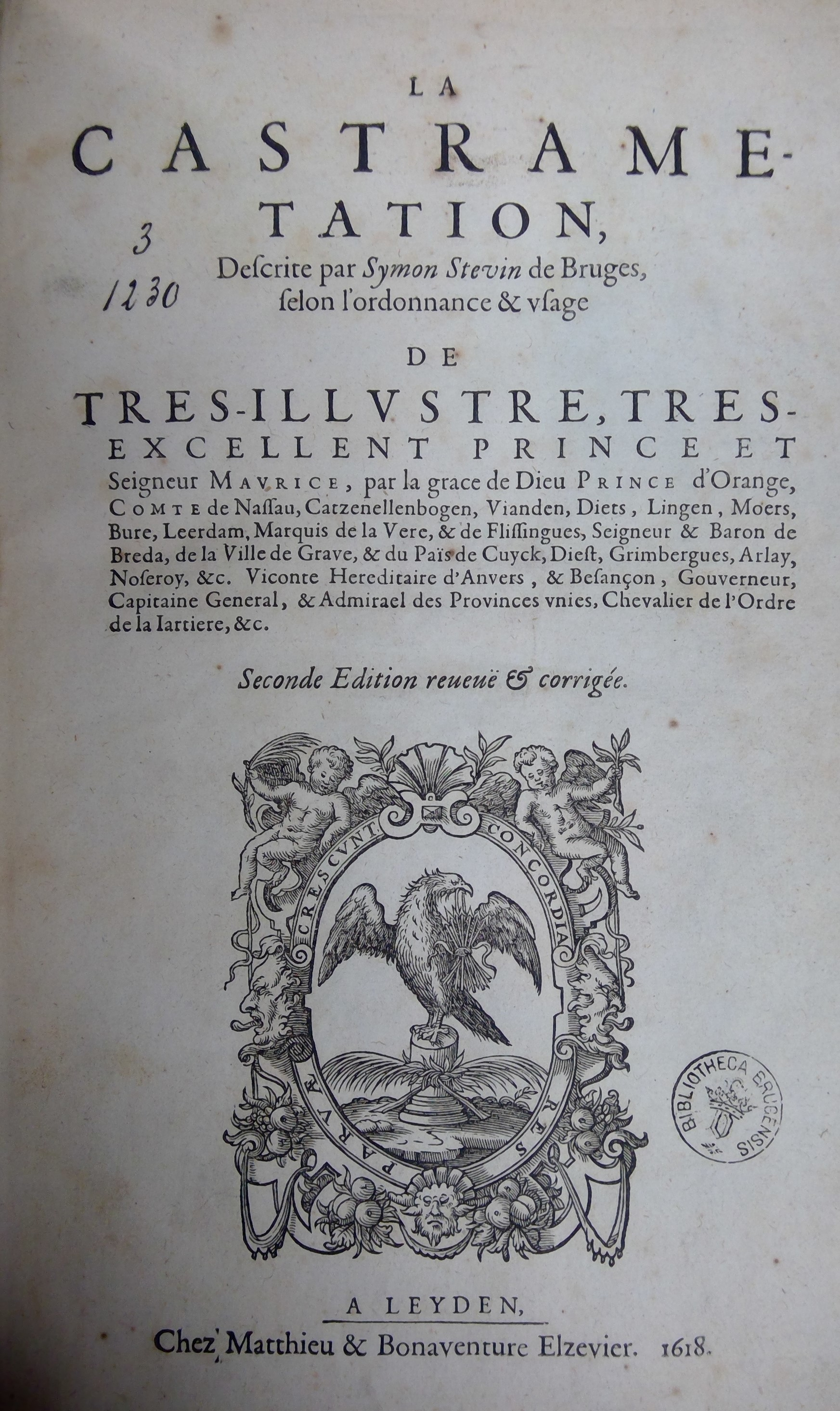
De Castrametation van Simon Stevin in het Frans, gedrukt door Matthieu en Bonaventure Elzevier in Leiden, 1618. Bewaard in Openbare Bibliotheek Brugge.

Gedurende Stevins loopbaan als ingenieur hield hij zich ook bezig met architectuur, steden- en vestingbouw. Baanbrekende theorieën bereikte hij op dit vlak niet. Stevin was namelijk niet zozeer uit op het presenteren van een originele theorie, maar op de overdracht van de belangrijkste kennis op het gebied van vestingbouwkunde.
Stevin geeft in zijn werk De Stercktenbouwing een vestingbouwkundige theorie die zowel Italiaanse als Nederlandse ontwerpen combineert. Het systeem is ontworpen met een meetkundige basis en aangepast aan de nieuwe vuurwapens.
In Castrametatio beschrijft hij de wijze waarop legerkampen moesten worden opgeslagen en het beste konden worden ingericht. Stevin streefde er hierbij naar om de kennis van de Oudheid en eigentijdse ervaringen, opgedaan tijdens de vele belegeringen, te combineren voor een geordende inrichting van legerkampen.
Naast het ontwerpen voor militaire fortificaties werkte Stevin een groot gedeelte van zijn leven aan een verhandeling De Huysbou over architectuur en stedenbouw. In dit werk presenteert hij een aantal plattegronden van woningen en steden. In zijn ontwerpen van huizen handhaaft hij een gelijkzijdige symmetrie en plaatst hij functionaliteit boven decoratie. De ontwerpen voor steden, die hij in dit werk beschrijft, zijn rechthoekig en omgeven door een verdedigingsgordel. Ze zijn in de eerste plaats gericht op civiele functies, de militaire eisen zijn in dit werk van ondergeschikt belang. Dit in tegenstelling tot zijn ontwerpen in sterctenbouwing. Stevin presenteerde beide typen afzonderlijk met hun eigen voor- en nadelen.
Het werk De Huysbou werd voor het eerst genoemd in de inhoudsopgave van de Wisconstighe Gedachtenissen (1605/08), maar Stevin kreeg het niet op tijd gereed. Hij zou er aan blijven werken tot aan zijn dood in 1620. Daarna werden fragmenten verspreid over verschillende geleerden zoals Constantijn en Christiaan Huygens en Isaac Beeckman. Isaac Beeckman nam fragmenten op in zijn Journael en Simons zoon Hendrik publiceerde een deel in zijn Materiae Politicae. Burgherlicke Stoffen van 1649.

## Publicaties

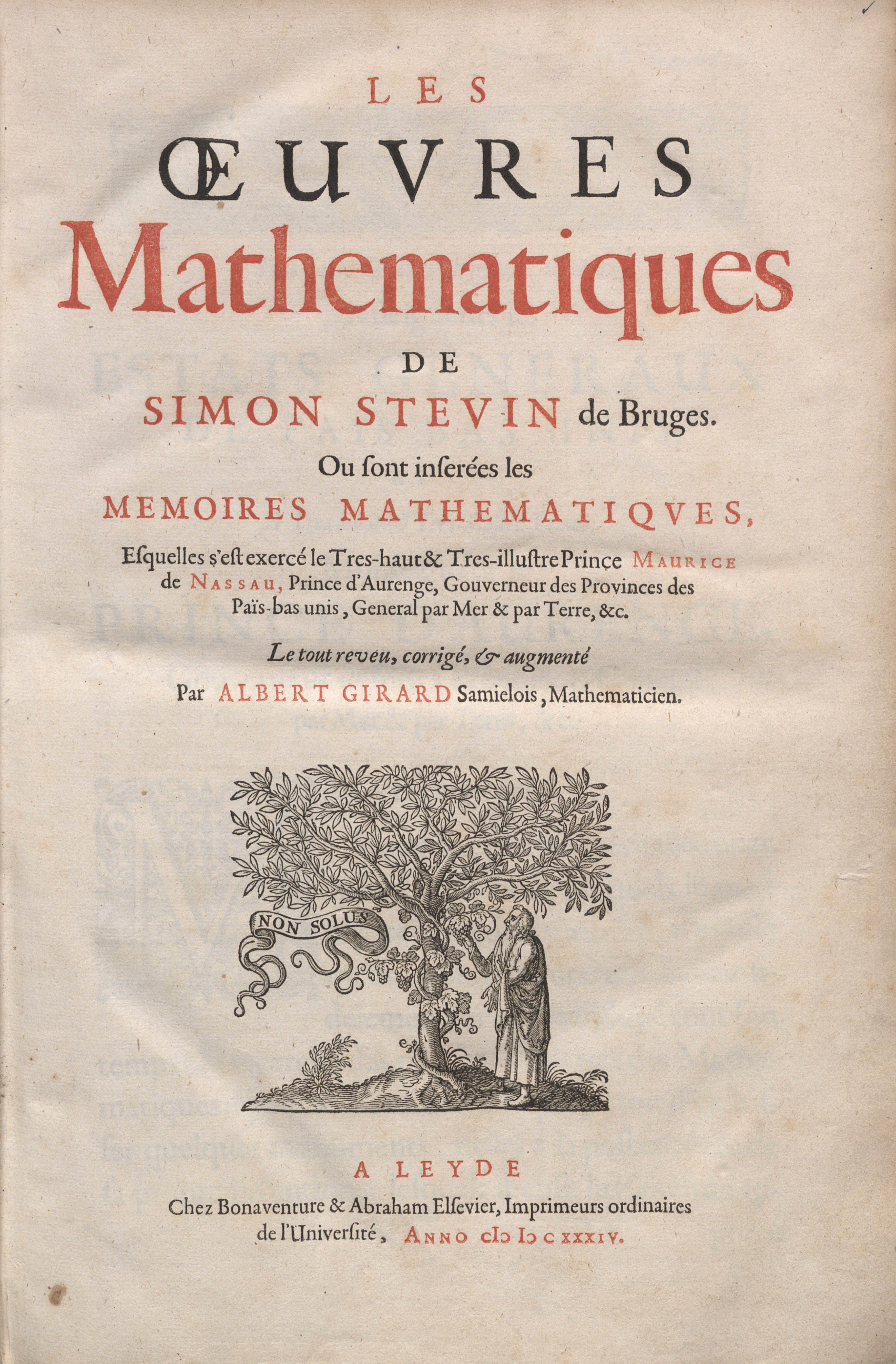
Oeuvres mathematiques, 1634

- Tafelen van interest, Mitsgaders De Constructie der selver, 1582
- Problemata geometrica, 1583
- L'arithmétique, 1585 (algemene methode oplossen algebraïsche vergelijkingen)
- De Thiende, 1586
- De Beghinselen der Weeghconst, 1586
- De Beghinselen des Waterwichts, 1586
- Het Burgerlick Leven, 1590
- De Stercktenbouwing, 1594
- De Weeghdaet
- Wisconstighe Ghedachtenissen (bevat eerdere publicaties als De Driehouckhandel (Trigonometrie), De Meetdaet (Landmeetkunde) en De Deursichtighe (Perspectiefleer))
- De Havenvinding, 1599
- Vande oirdeningh der steden, 1600
- Meetdaet, 1605
- De Hemelloop, 1608
- Vorstelicke Bouckhouding, 1608
- Castrametatio, dat is legermeting en Nieuwe Maniere van Stercktebou door Spilsluysen, 1617
- De Spiegheling der Singconst
- Œuvres mathématiques..., geredigeerd door Albert Girard, postuum, 1634
- Materiae Politicae. Burgherlicke Stoffen, postuum, 1649

Een aantal van Stevins publicaties werd door Snellius in het Latijn vertaald. Ook verschenen er in Leiden twee verzamelbundels in het Frans, in 1608 en in 1634.

## Eerbetoon
- In Brugge heeft Simon Stevin een standbeeld op het Simon Stevinplein, en is ook een campus van de Hogeschool West-Vlaanderen naar hem genoemd.

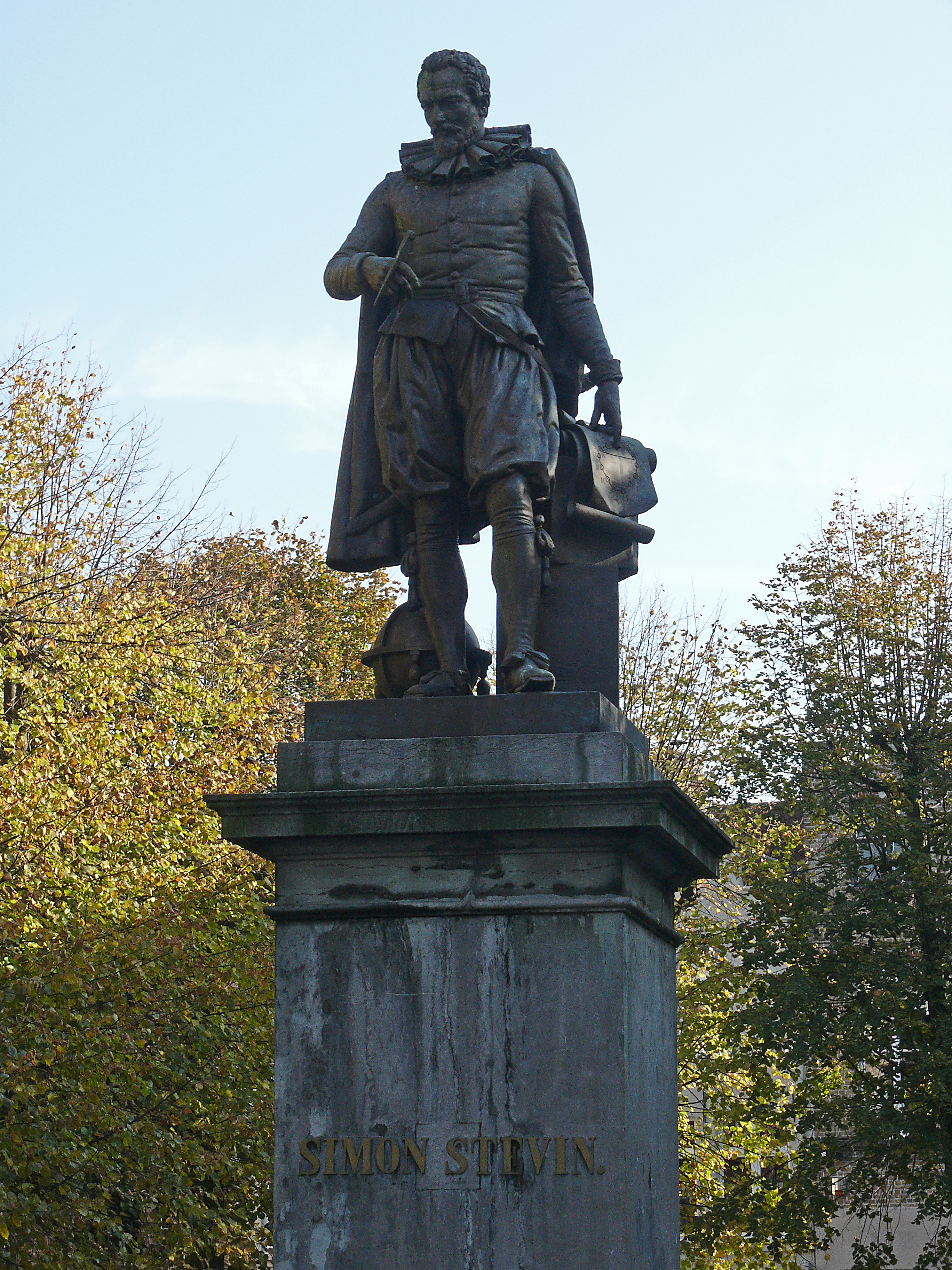
Standbeeld van Simon Stevin door Louis Eugène Simonis (1810-1893) op het Simon Stevinplein te Brugge
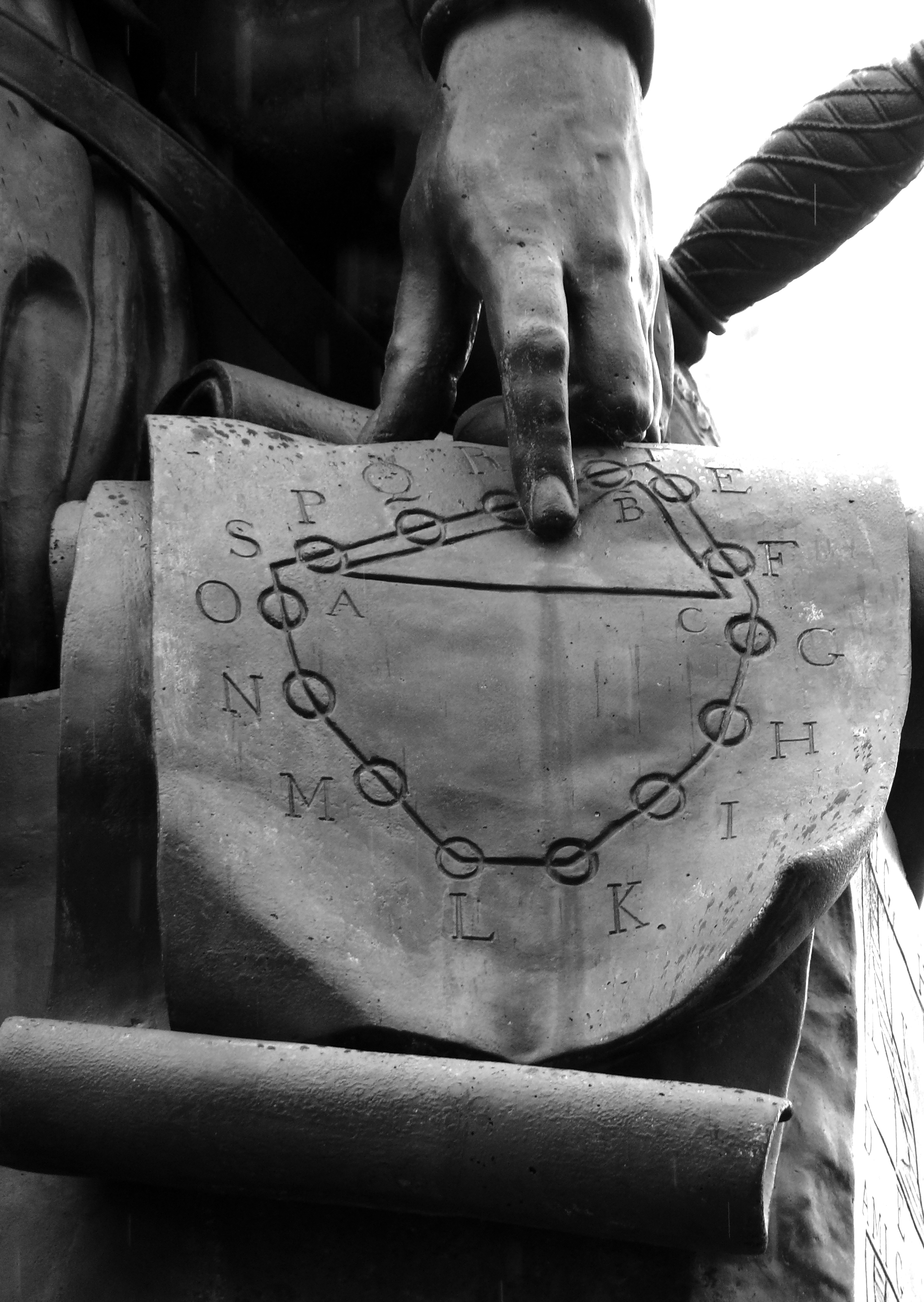
Standbeeld (detail): Clootcrans van kogels aan een koord die elkaar in evenwicht houden
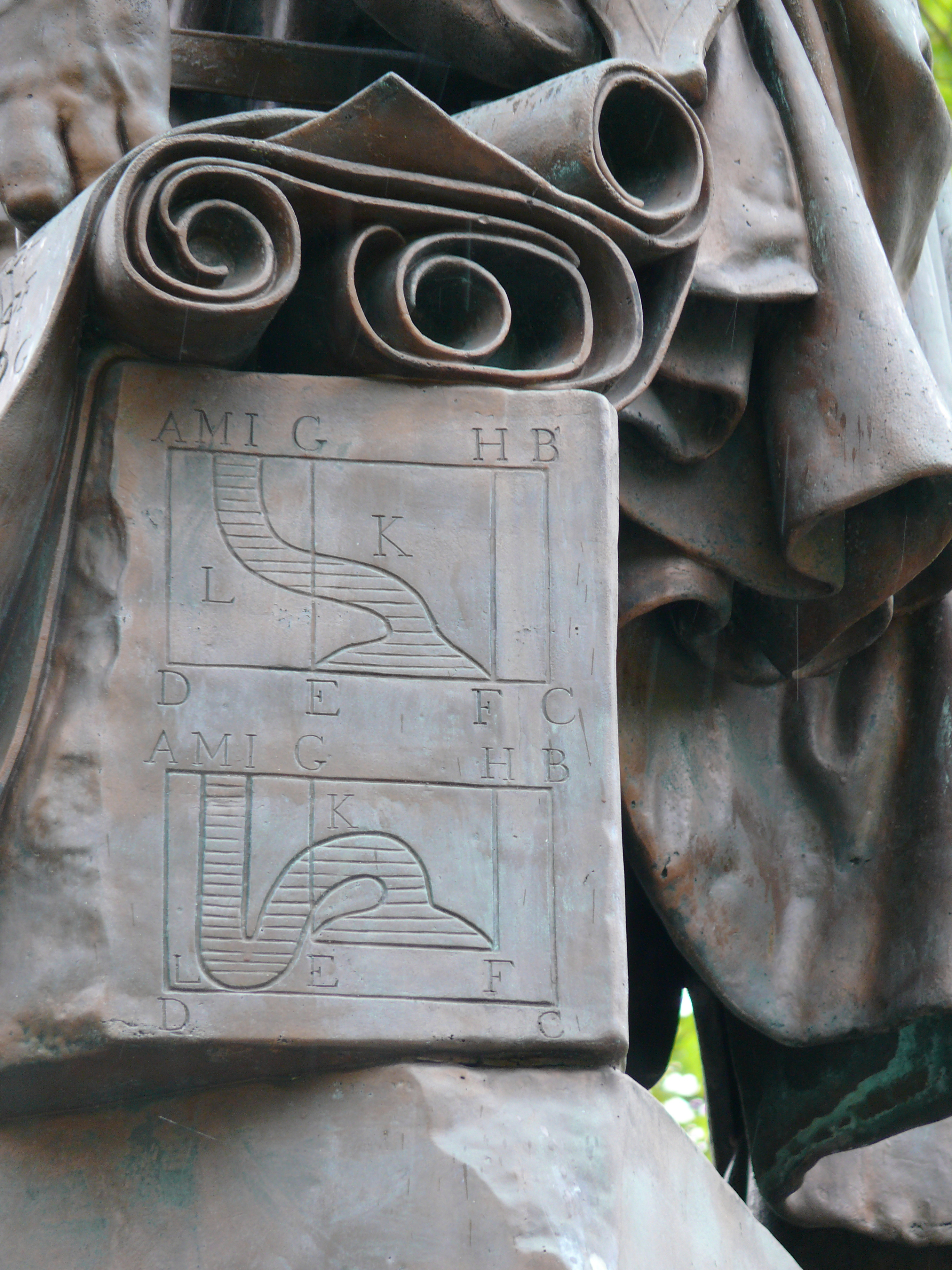
Standbeeld (detail):

- De studievereniging voor de studie werktuigbouwkunde aan de Technische Universiteit Eindhoven is vernoemd naar Simon Stevin.[16]
- Op de campus van de Technische Universiteit Delft zijn een gebied, een weg en de macrolaboratoria van de faculteit Civiele Techniek en Geowetenschappen vernoemd naar Stevin.[17]
- In Oudenbosch bevond zich jarenlang de Volkssterrenwacht Simon Stevin (tegenwoordig "Sterrenwacht Tivoli" te Hoeven).
- In Brugge bestond van 1949 tot 1978 het Simon Stevininstituut, onderzoekscentrum voornamelijk over eiwitten, gesticht door dokter Hubert Peeters.
- In Brugge bestaat sinds 1992 het quizprogramma Cijfers en Letters onder de clubnaam Simon Stevin. Elke twee weken houdt de club een speelavond.
- Het meerjarig onderzoeks- en stimuleringsprogramma voor Nederlandstalige taal- en spraaktechnologie dat gezamenlijk door de Vlaamse en Nederlandse overheid wordt gefinancierd heeft de naam "Stevin" gekregen. Het is een acroniem voor Spraak- en Taaltechnologische Essentiële Voorzieningen In het Nederlands.[18]
- STEVIN is een computer die rond 1960 is gemaakt door Philips. Als afkorting staat de naam voor "Snel Tel En Vermenigvuldig INstrument".
- De Koninklijke Landmacht vernoemde de Simon Stevinkazerne in Ede naar hem.
- Simon Stevin is de naam van het Vlaams Vestingbouwkundig Centrum, dat historische vestingwerken in Vlaanderen inventariseert en voor het nageslacht tracht te behouden.
- Het Vlaams Instituut voor de Zee (VLIZ) heeft een onderzoeksschip genaamd Simon Stevin.
- Stevin Natuurkunde voor de bovenbouw heet een lesmethode natuurkunde in het havo/vwo.
- Technologiestichting STW reikt jaarlijks de Simon Stevin-prijzen uit aan wetenschappers die uitblinken in toegepast onderzoek.[19]
- De Stevinpremie voor uitblinkend wetenschappelijk onderzoek wordt jaarlijks toegekend door de Nederlandse Organisatie voor Wetenschappelijk Onderzoek NWO.
- Krater Stevinus nabij het zuidoostelijk gedeelte van de rand van de naar de Aarde toegekeerde kant van de Maan.
- De Stevin-groep was de naam van een Nederlands bouw- en baggerbedrijf dat in 1970 tot stand kwam door fusie van drie grote aannemingsbedrijven. Het bedrijf heeft bestaan tot 1978, toen het fuseerde met de Koninklijke Adriaan Volker Groep tot de Koninklijke Volker Stevin.
- Planetoïde (2831) Stevin is naar hem vernoemd.
- N.B. De Stevinsluizen in de Afsluitdijk zijn vernoemd naar Hendrik Stevin, de zoon van Simon Stevin.

## Werken
- Principal works of Simon Stevin[20]
- De Huysbou[21]